# 紀元前746年
紀元前746年（きげんぜん746ねん）は、西暦（ローマ暦）による年。紀元前1世紀の共和政ローマ末期以降の古代ローマにおいては、ローマ建国紀元8年として知られていた。紀年法として西暦（キリスト紀元）がヨーロッパで広く普及した中世時代初期以降、この年は紀元前746年と表記されるのが一般的となった。

## 他の紀年法
- 干支 : 乙未
- 中国
  - 周 - 平王25年
  - 魯 - 恵公23年
  - 斉 - 荘公贖49年
  - 晋 - 文侯35年
  - 秦 - 文公20年
  - 楚 - 蚡冒12年
  - 宋 - 宣公2年
  - 衛 - 荘公揚12年
  - 陳 - 文公9年
  - 蔡 - 宣侯4年
  - 曹 - 桓公11年
  - 鄭 - 武公25年
  - 燕 - 鄭侯19年
- 朝鮮
  - 檀紀1588年
- ユダヤ暦 : 3015年 - 3016年